# Тихон (Якубовский)
Епископ Тихон (в миру Тарас Яковлевич Якубовский; 1721, Короп — 4 (15) апреля 1786, Суздаль) — архиерей Русской православной церкви, епископ Суздальский и Юрьевский.

## Биография
Родился в 1726 году в небольшом городе Короп под Черниговом в семье мещан Якова и Агафьи Якубовских. Его отец был сапожником.
В юности отличался прекрасным голосом, пел на клиросе в приходской Вознесенской церкви, а затем был приглашён в хор архиепископа Черниговского. В Чернигове он окончил местную семинарию и стал искать невесту, чтобы получить приход в качестве священника. Но его избранница из обедневших дворян Андреевских презрительно отвергла бурсака: «Щоб я, панночка, пошла за шевца с копылом!».
Пострижен был в монахи, по одним сведениям, по окончании академии, а по другим — ещё во время пребывания в ней. По окончании курса вступил в Киево-Братский монастырь. Его младший брат Младший брат Евмений Якубовский (1737—1814) также стал священником и многие годы служил на Черниговщине.
В 1755 года 29-летнего иеромонаха Тихона вызвали в Санкт-Петербург и определили законоучителем в Сухопутный шляхетский кадетский корпус, который представлял собой привилегированное учебное заведение для детей дворян. Там иеромонах Тихон усвоил внешний лоск и изящество манер, благодаря которым современники позже отзывались о нём как об «особе во всём препорядочной и важной без спеси и такой, которая имела явное преимущество пред обыкновенным школьным учителем или проповедником, знавшим одну свою науку».
Когда в том же году русскими войсками взят был Кёнигсберг, архимандрит Тихон отправлен был туда для основания православной церкви. Андрей Болотов, знавший будущего епископа Тихона в Кёнигсберге, отзывался о нём так: «…муж прясо благочестивый, кроткий, учёный и такой, который не делал стыда нашим россиянам, но всем поведением своим приобрел почтение и от самих прусских духовных». После заключения мира возвратился в Спасо-Ярославский монастырь.
Когда было учреждено Севское викариатство Московской епархии, архимандрит Тихон 8 августа 1864 года был назначен на кафедру епископии Севской и Брянской.
По отзыву Гавриила Добрынина:

Архіерей Тихонъ Якубовскій былъ, по своему сану, особа важная, безъ спѣси. Особа въ поведеніи препорядочная, постоянная и по всему образцовая. Всякой день онъ въ обѣднѣ, a утреня и вечерня обыкновенно бывали y него въ залѣ, называемой въ домахъ архіерейскихъ: «крестовая келья». Слѣдственно рано вставать на утреню и потомъ быть готовымъ къ обѣднѣ съ концертомъ и напослѣдокъ въ крестовую къ вечернѣ, было вседневною и непремѣнною обязанностію капелліи. Послѣ утрени, почти каждодневно, выходилъ преосвященный изъ внутреннихъ покоевъ въ крестовую. Давъ общее всѣмъ осѣненіе и принявши, по уставу греко-восточному, отъ хора пѣвчихъ пѣсенное поздравленіе на греческомъ языкѣ: «исъ полла ети деспота», то есть на многая лѣта владыко, — давалъ каждому благословеніе. Останавливался на нѣсколько минутъ, велъ обыкновенный разговоръ, a иногда вмѣшивалъ нравоученіе, какое придется по случаю разговора.
17 декабря 1767 года назначен епископом Воронежским и Елецким. Авторитет в епархии прежнего воронежского архиерея Тихона Задонского был настолько велик, что часть паствы не приняла нового архиерея и распространяла всевозможные уничижающие иерарха слухи
19 мая 1775 года его переводят на Суздальскую и Юрьевскую епархию.
Перевод из одной из крупнейших епархий на древнюю, но одну из наименьших и потерявшую былое значение Суздальскую епархию было явным понижением в статусе. После перевода в Суздаль епископ Тихон постепенно потерял прежнее своё влияние среди иерархов.
Умер 4 апреля 1786 года в Суздале и погребён в Суздальском соборе. Тихон был последним суздальским епископом, так как после его смерти указом от 6 мая 1786 года Суздальская епархия соединена была с Владимирской.

## Сочинения
- «Слово, сказанное во граде Суздаль, во соборной Благовещенской церкви во имя прибытия в должность правителя А. Б. Куракина» (Москва, 1778);
- «Речь графу Л. Воронцову при обозрении им Владимирского наместничества» (Москва, 1779).